# Dolichogenidea
Dolichogenidea (лат.) — род мелких паразитических наездников из подсемейства Microgastrinae (Braconidae). Встречаются всесветно.

## Описание
Мелкие бракониды. Мезоскутум обычно блестящий с отдельными разделёнными пунктурами (которые иногда отсутствуют полностью). Передние крылья с открытым ареолетом (r-m отсутствует). Эндопаразитоиды чешуекрылых.

## Систематика
Известно более 360 видов. Предположительно включает около 1000 видов (Mason, 1981). В Китае 42 вида. Таксон очень близкий к роду Apanteles, но морфологически более гомогенный. Род был впервые описан в 1911 году американским энтомологом Генри Лоренцом Виериком (Henry Lorenz Viereck, 1881—1931) по типовому виду Apanteles banksi.
- Dolichogenidea absona (Muesebeck, 1965)
- Dolichogenidea ashoka Rousse, 2013[1]
- Dolichogenidea broadi Rousse, 2013[1]
- Dolichogenidea clavata
- Dolichogenidea coleophorae
- Dolichogenidea eucalypti
- Dolichogenidea halidayi
- Dolichogenidea homoeosomae
- Dolichogenidea imperator
- Dolichogenidea infima
- Dolichogenidea lacteicolor
- Dolichogenidea laspeyresiae
- Dolichogenidea lineipes
- Dolichogenidea longicauda
- Dolichogenidea melanopa
- Dolichogenidea homoeosomae (Muesebeck, 1933)
- Dolichogenidea lacteicolor (Viereck, 1911)
- Dolichogenidea lumba Rousse & Gupta, 2013[1]
- Dolichogenidea oryzae Walker, 1994 (Гамбия, Берег Слоновой Кости, Нигер, Сенегал)
- Dolichogenidea pallidalata
- Dolichogenidea paralechiae
- Dolichogenidea phaloniae
- Dolichogenidea punctiger
- Dolichogenidea renaulti (Mason, 1974)
- Dolichogenidea sicaria
- Dolichogenidea sophiae
- Dolichogenidea stantoni
- Dolichogenidea szelenyii
- Dolichogenidea tasmanica
- Dolichogenidea uru Rousse & Gupta, 2013[1]
- Dolichogenidea villemantae Rousse, 2013[1]
- Другие

- Дополнение 2018 года (26 новых видов из Китая): D. aberrantenna Liu & Chen, 2018; D. aegeriphagous; D. ancylotergita; D. anteruga; D. biconcava; D. brevifacialis; D. changbaiensis; D. concentricus; D. dioryctriphagous; D. fumeus; D. funalicauda; D. gansuensis; D. indicaphagous; D. longivena; D. mesocanalis; D. obscurugosus; D. paracostulae; D. parametacarp; D. partergita; D. poliobrevis; D. polystinelliphagous; D. sandwico; D. spinulicula; D. stictoscutella; D. testacea, и D. unicarina Liu & Chen, 2018[3].
- Дополнение 2019 года (8 новых видов из Китая)(Fernandez-Triana & Boudreault, 2019): D. alejandromasisi, D. angelagonzalezae, D. carlosmanuelrodriguezi, D. genuarnunezi, D. josealfredohernandezi, D. melaniamunozae, D. rogerblancoi, и D. yeimycedenoae[4].
- Дополнение 2019 года (39 новых видов из Китая): D. alophogaster Liu & Chen, 2019, D. altithoracica, D. anterocava, D. apicurvus, D. atarsi, D. breviattenuata, D. carborugosa, D. clausa, D. conpuncta, D. crassa, D. cucurbita, D. excellentis, D. flexitergita, D. fluctisulcus, D. flexisulcus, D. gleditsia, D. hemituba, D. hexagona, D. infirmus, D. latitergita, D. lincostulata, D. lobesia, D. longialba, D. longimagna, D. lunatus, D. medicava, D. minuscula, D. multicolor, D. obsoleta, D. opacifinis, D. ovata, D. parallodorsum, D. pentgona, D. punctipila, D. rectivena, D. transcarinata, D. vadosulcus, D. victoria, D. wangi[5].
- Дополнение 2025 года (102 новых видов из Неотропики): D. aceituno Fernandez-Triana & Boudreault, 2025, D. alanflemingi, D. alejandromarini, D. alejandromasisi, D. alerce, D. alexamasisae, D. alexandrei, D. alixhamiltonae, D. amazonas, D. anacamposae, D. andreamezae, D. angelsolisi, D. anikenpalolae, D. anniapicadoae, D. annlisterudae, D. annychaverae, D. antioquia, D. antjevirkusae, D. arenal, D. bernardoespinozai, D. beryllacosteae, D. bradzlotnicki, D. caldas, D. carlosviquezi, D. cedenoae, D. chichicastenango, D. christinaagapakisae, D. claudiadoblesae, D. dole, D. encruzilhada, D. ericpalolai, D. ericsimoni, D. escobarae, D. felipechavarriai, D. frankjoycei, D. fredhicksi, ... ... D. rexhamiltoni, D. robertofernandezi, D. robinsherwoodae, D. robmacewani, D. robpringlei, D. rociocordobae, D. rodrigogamezi, D. rogerblancoi, D. ronaldzunigai, D. rubymacpearsae, D. rudyamadori, D. sallydaleyae, D. sarahoconnorae, D. scottmilleri, D. shelleymcsweeneyae, D. sigifredomarini, D. stephmae, D. stevestroudi, D. susanabramsae, D. teremariae, D. tiboshartae, D. timrichi, D. tomdaleyi, D. tristanpalolai, D. tucuman,D. verobrondexae, D. virgendelparamo, D. weaversway, D. yungas, D. yvesbraeti, и другие[6].